# Ino Ardelean
Ino Ardelean este un jurnalist român de investigație din Timișoara.
A lucrat la ziarul independent „Prima oră” din anul 1999, unde a demascat jocuri politice și afaceri oneroase ale puterii.
După ce acționar majoritar al ziarului a devenit PSD-istul Dan Ioan Sipos, președintele Consiliului Județean Timiș, a devenit indezirabil la locul de muncă, și s-a mutat la Evenimentul zilei, Ediția de Vest.
În seara zilei de 3 decembrie 2003, în timp ce se îndrepta spre casă, a fost atacat și bătut în apropierea Prefecturii din Timișoara de către autori necunoscuți sau a căror identitate nu a fost făcută publică din diverse motive.
La momentul respectiv, Ino Ardelean lucra pentru ediția de vest a cotidianului Evenimentul zilei.
De atunci s-au vehiculat mai multe nume, în special a celor care ar fi comandat bătaia.
De la început, au fost suspectați mai mulți lideri locali ai PSD, vizați de cele mai multe ori în anchetele publicate de Ino Ardelean.
Ino Ardelean a fost coleg cu Eugen Sasu la Prima Oră și la Evenimentul zilei, și el jurnalist de investigație.
Acesta din urmă a cedat în iunie 2003 în fața presiunilor exercitate asupra familiei sale, încetând să mai lucreze în presă.